# Oblast de l'armée du Don
Ne doit pas être confondu avec Armée du Don.
1786–1918
Entités précédentes :
- Gouvernement d’Azov

Entités suivantes :
- Grande armée du Don

L’oblast de l’armée du Don (en russe : Область Войска Донского, oblast voïska donskovo) est une unité administrative de l'Empire russe qui a existé entre 1786 et 1918 sur le cours moyen et inférieur du Don. Sa capitale était la ville de Tcherkassk jusqu’en 1805 puis Novotcherkassk. L'oblast doit son nom aux Cosaques du Don.

## Histoire
L'oblast est créé en 1786 sous le nom de terre de l'armée du Don (земля войска донского) et prend le nom d’oblast de l’armée du Don en 1870. Il regroupe la région ou s'étaient établis les Cosaques du Don depuis le XVIe siècle.
En 1917 l'ataman Kaledine refuse de reconnaître le nouveau pouvoir bolchévique et lui oppose une résistance armée. En février 1918 les forces cosaques sont défaites par l’armée rouge, l’ataman se suicide et son successeur, Nazarov, est exécuté par les rouges. L’oblast laisse alors la place à l’éphémère république soviétique du Don, renversée en mars 1918 par un soulèvement cosaque. La région devient, pour la durée de la guerre civile russe, la Grande armée du Don (Всевеликое войско донское).
Le territoire de l'ancien oblast de l’armée du Don regroupe des terres maintenant situées dans les oblasts de Rostov et de Volgograd de la fédération de Russie ainsi que Louhansk et l'oblast de Donetsk en Ukraine.

## Gouvernement
L'oblast est dirigé par un ataman dont la nomination est sujette à l’approbation de l’empereur. De 1801 à 1818 le général Matveï Platov est l’ataman du Don et commande les troupes cosaques lors des guerres napoléoniennes. Le dernier ataman avant la révolution était le général comte Grabbe.

## Géographie
Situé sur le cours moyen et inférieur du Don, au sud-ouest de la Russie d’Europe, l’oblast comprend l’embouchure du fleuve et une petite partie du littoral de la mer d’Azov. Il est bordé à l’ouest par les gouvernements de Iekaterinoslav, Kharkov et Voronej, au nord par celui de Saratov, à l’est par le gouvernement d’Astrakhan et au sud par le gouvernement de Stavropol et l’oblast du Kouban. La superficie de l’oblast est de 143 128 verstes carrées (soit environ 152 700 km²), presque entièrement dans le bassin du Don.

## Administration
L’oblast de l’armée du Don était divisée en neuf okrougs, qui selon le recensement de 1897 regroupaient les populations suivantes : 
- Okroug du Donets (12 190 habitants dans la stanitsa Kamenskaïa) pour une surface de 24 659 verstes carrées et 455 819 habitants
- 1er okroug du Don (9 267 habitants dans la stanitsa Konstantinovskaïa) pour une surface de 15 415 verstes carrées et 271 790 habitants
- 2e okroug du Don (6 780 habitants dans la stanitsa Nijne-Tchirskaïa) pour une surface de 23 219 verstes carrées et 239 055 habitants
- Okroug de Rostov (119 476 habitants à Rostov-sur-le-Don) pour une surface de 6 012 verstes carrées et 369 732 habitants
- Okroug du Sal (5 583 habitants dans la stanitsa Velikokniajeskaïa) pour une surface de 18 961 verstes carrées et 76 297 habitants
- Okroug du Taganrog (51 437 habitants à Taganrog) pour une surface de 12 229 verstes carrées et 412 995 habitants
- Okroug d’Oust-Medveditskaïa (5 805 habitants dans la stanitsa Oust-Medveditskaïa) pour une surface de 18 082 verstes carrées et 246 830 habitants
- Okroug du Khoper (11 286 habitants dans la stanitsa Ourioupinskaïa) pour une surface de 15 861 verstes carrées et 251 498 habitants
- Okroug du Tcherkassk (51 963 habitants à Novotcherkassk) pour une surface de 9 750 verstes carrées et 240 222 habitants

## Population
La population de l’oblast était composée à 40-45 % de cosaques. Les principales nationalités représentées sont les Russes et les Ukrainiens, une forte minorité kalmouk réside dans l’okroug du Sal. L'okroug de Rostov comptait une importante communauté arménienne (plus de 25 000 personnes), l'okroug de Taganrog comportait lui une minorité allemande notable (près de 5 % de la population en 1897).